# Kronenburg (kantorenwijk)

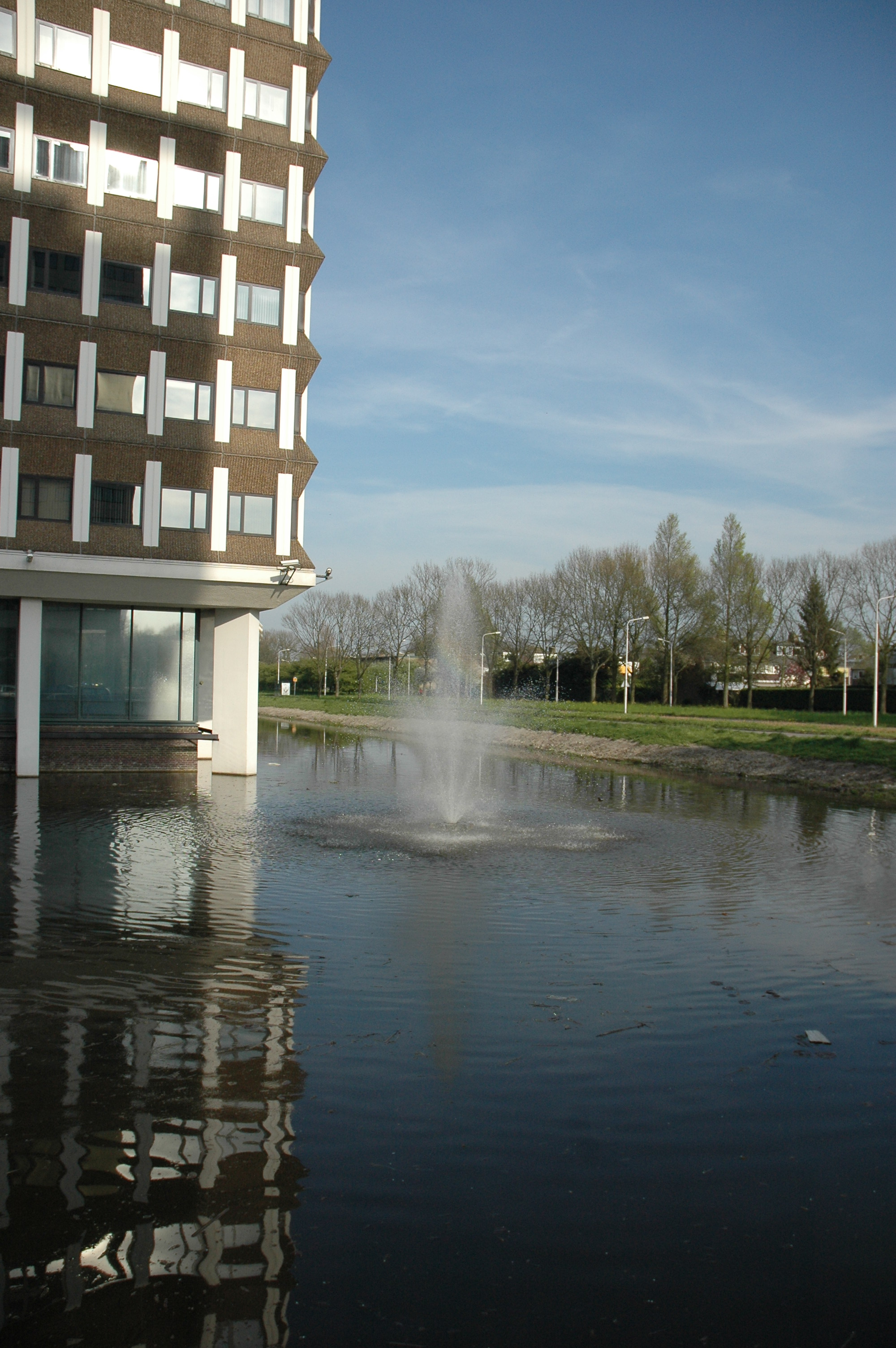
Een kantoor in Kronenburg

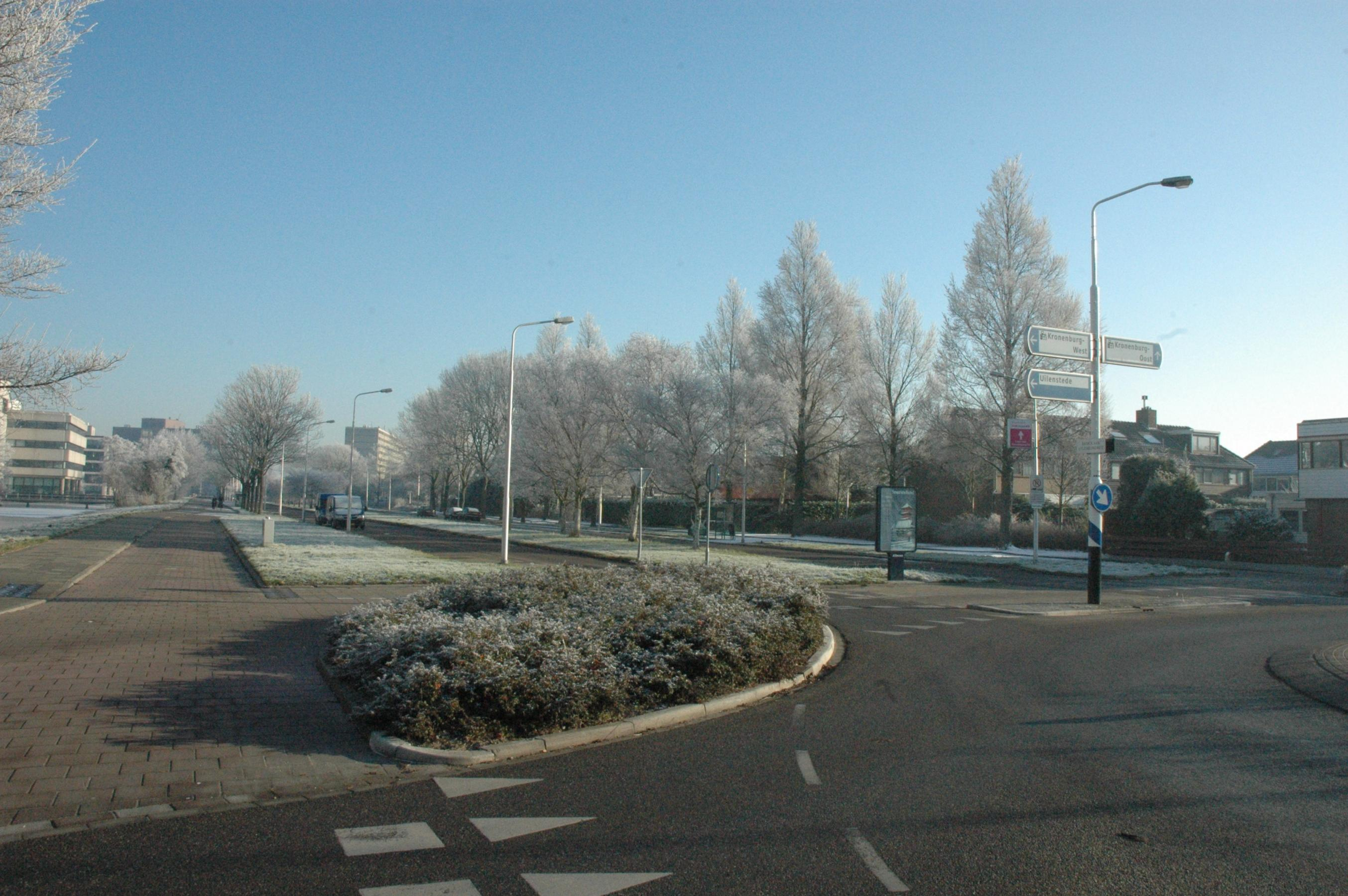
Saskia van Uylenburghweg aan de zuidkant met rechts woonwijk Bankras/Kostverloren in 2008

Kronenburg is een kantorenwijk in Amstelveen die ontstond vanaf eind jaren 1960. De wijk is gelegen in het uiterste noorden van de gemeente tegen de grens met Amsterdam aan de Kalfjeslaan. De westzijde wordt begrensd door de Beneluxbaan, de oostzijde door sportpark Het Loopveld en de zuidzijde door de Saskia van Uylenburghweg en de wijk Bankras/Kostverloren. De wijk en de Laan van Kronenburg ontlenen hun naam aan boerderij Kronenburg die in 1962 gesloopt werd om plaats te maken voor kantoren.
De kantorenwijk was hoofdzakelijk bestemd voor dienstverlenende bedrijven. De wijk is ruim opgezet met lanen en voet- en fietspaden waar tussendoor veel groen met waterpartijen. Een tweetal straten zijn vernoemd naar professoren. In de jaren 1990 is de wijk naar het oosten nog enigszins uitgebreid met een aantal nieuwe kantoren.
Door de verminderde vraag naar kantoorruimte begin eenentwintigste eeuw zijn inmiddels een aantal gebouwen afgebroken. In 2007 werden ruim vijfendertig jaar na de bouw, de drie zogenoemde GAK-torens gesloopt. Een er van was sinds 1990 aan de Belastingdienst verhuurd. Een aantal andere kantoorgebouwen is omgebouwd tot (budget) hotel.
Ten noorden van de wijk bevinden zich de studentenflats van het complex Uilenstede.

## Toekomst
De gemeente heeft in 2019 plannen om in de wijk 2500 studentenwoningen te bouwen naast de aanwezige kantoren in aansluiting op het ten noorden van de wijk gelegen Uilenstede. Dit plan stuit vooralsnog op ernstige bezwaren van de rijksoverheid omdat de wijk pal onder de vliegroute naar Schiphol is gelegen.

## Openbaar vervoer

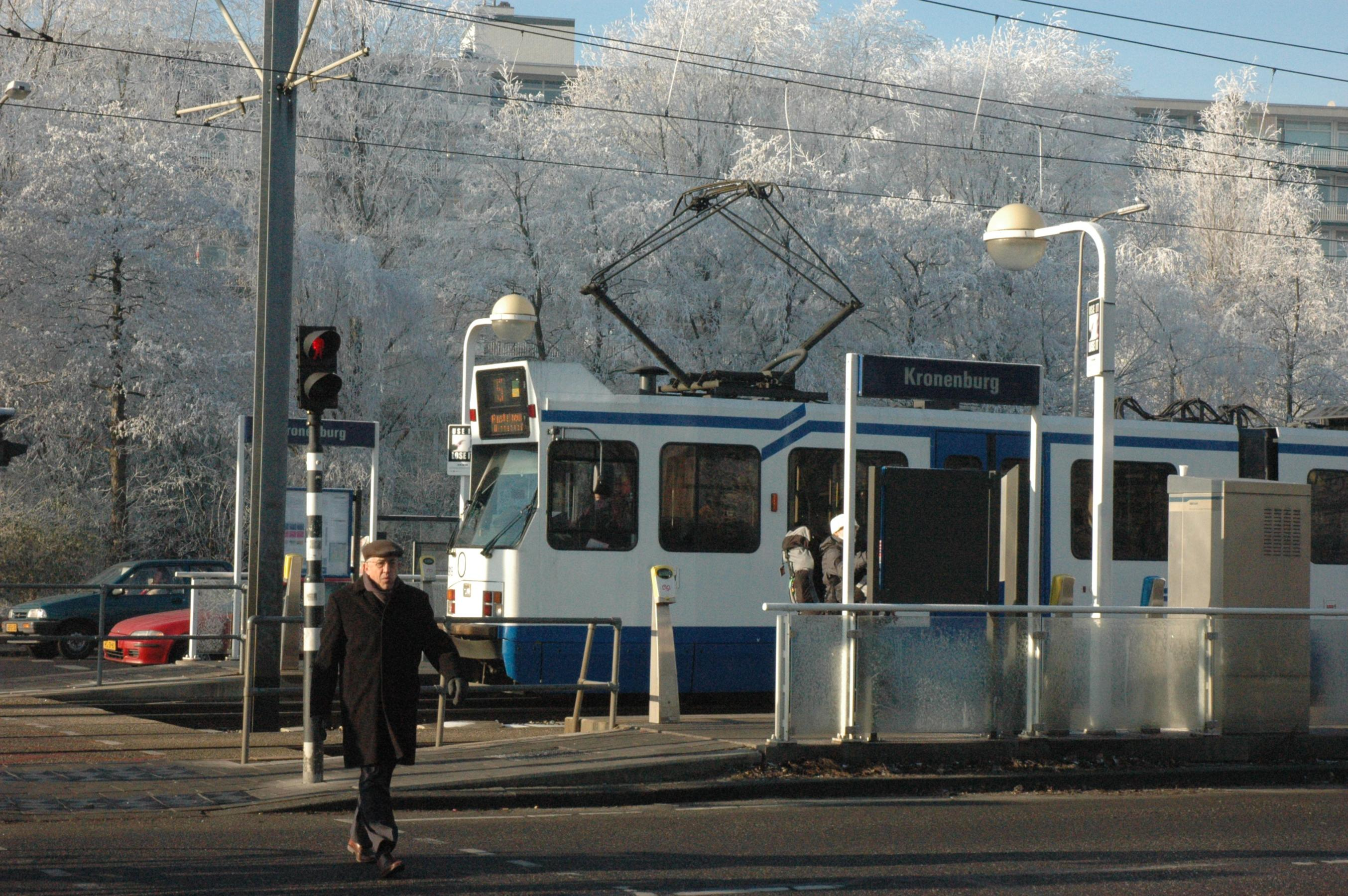
Voormalige halte Kronenburg

De wijk is bereikbaar met tramlijnen 5 en 25 met de halte Kronenburg. Sneltram 51 reed tot 3 maart 2019 langs de wijk maar stopte er sinds 7 januari 2019 niet (meer), evenals de vervangende vervangende buslijn 55. Ook het overige busvervoer is verdwenen (behalve een nachtbus). Dit ondanks de aanleg van een busbaan naar de wijk ten oosten van de wijk Bankras/Kostverloren die slechts van 2004-2017 gebruikt werd.
In 2019-2020 werd tramhalte Kronenburg verbouwd tot een ondergrondse halte met het nieuwe Verkeersplein Kronenburg. Per 13 december 2020 heeft de nieuwe Amsteltram een halte bij Kronenburg.

## Trivia

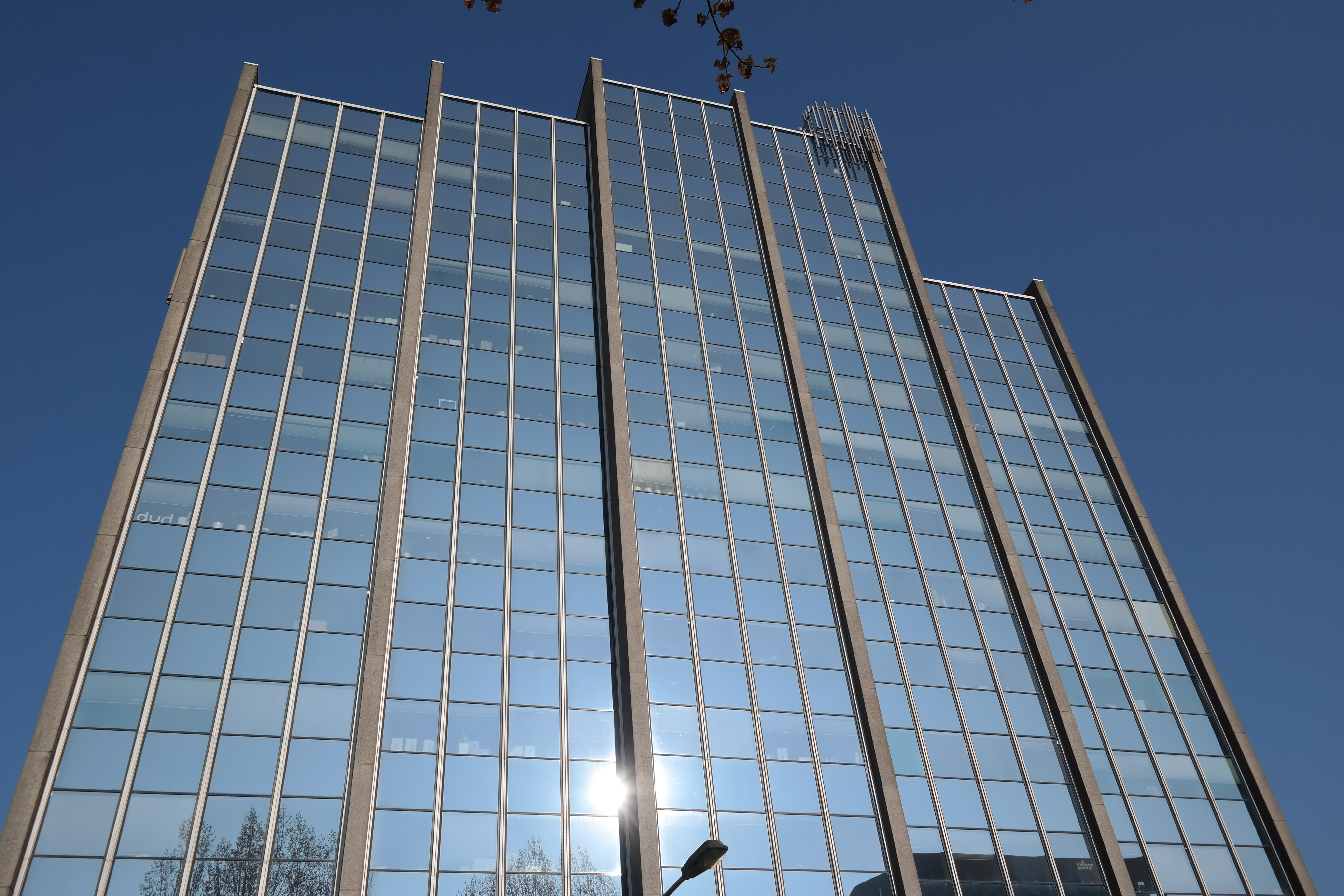
Kantoorgebouw Kronenstede: filmlokatie van de film De Lift

Een van de kantoren in de wijk, gebouw Kronenstede, is in 1983 gebruikt voor opnamen voor de speelfilm De lift.